# ایوب صبری پاشا
ایوب صبری پاشا (؟ - ۱۸۹۰ م) تاریخ‌نگار ترکی عثمانی در سدهٔ نوزدهم میلادی/سیزدهم هجری بود. به مناصبی دست یافت، امیر ارتش و رئیس محاسبات در وزارت نیروی دریایی بود. احوال جزیرة العرب، تاریخ الوهابیه، تکمله المناسک، نجاة المؤمنین و مرآة الحرمین از آثار اوست.